# Ophiomyia tuberculata
Ophiomyia tuberculata este o specie de muște din genul Ophiomyia, familia Agromyzidae, descrisă de Becker în anul 1903.
Este endemică în Egipt. Conform Catalogue of Life specia Ophiomyia tuberculata nu are subspecii cunoscute.